# Jiří Nesvadba
Jiří Nesvadba (15. října 1921 Praha – 26. dubna 2004 Praha) byl český režisér,  scenárista,  scénograf, herec a výtvarník .

## Život
Od 1. 8. 1945 do 31. 7. 1948 působil ve Studiu Národního divadla. Od roku 1848 působil v divadle v Mladé Boleslavi. V letech 1951 až 1953 byl uměleckým ředitelem Horáckého divadla v Jihlavě, v letech 1953 až 1958 byl režisérem Divadla pracujících v tehdejším Gottwaldově. Od roku 1958 byl režisérem Československé televize.

## Filmografie (výběr)
- Potyčky s paragrafem (1959), TV cyklus, režie[4]
- Krásná Galathea (1963), TV film, režie[1]
- Napravení Jima Valentina (1964), TV film, režie[1]

- Muž, který stál v cestě (1966), TV film, režie[1]
- Hurá do Paříže (1966), TV film, scénář a režie[1]
- Vražda v ulici de Lourcine (1966), TV film, scénář a režie[1]
- Falešní hráči (1967), TV film, režie[1]
- Fidlovačka aneb žádný hněv a žádná rvačka (1967), TV film, scénář, scénografie a režie[1]
- Široká cesta spravedlnosti (1968), TV film, režie[1]
- Slyšte je pilně a neomylně (1968), TV film, scénář a režie[1]
- Bubny a trumpety  (1969), TV film, scénář a režie[1]
- Taškařice v atelieru (1971), TV film, režie[1]
- Pan Pickwick (1973), TV film, režie[1]

## Rodina
Byl bratrem herce, spisovatele a výtvarníka Miloše Nesvatby a strýcem herce Michala Nesvadby.